# Diffusionslichthof
Unter Diffusionslichthof versteht man bei fotografischen Filmen einen Fehler, der entsteht, wenn ein Lichtstrahl durch die Emulsion dringt, dabei belichtet und an den Emulsionsteilchen des Filmes selbst noch einmal reflektiert wird. Dabei entsteht dann um die eigentliche Schwärzung ein meistens unerwünschter Lichthof.
Heutige Filme sind meistens so feinkörnig, dass dieser Effekt nicht oder nur sehr wenig in Erscheinung tritt.